# め組の喧嘩
め組の喧嘩（めぐみの けんか）は、文化二年二月（1805年3月）に起きた町火消し「め組」の鳶職と江戸相撲の力士たちの乱闘事件。講談や芝居の題材にされた。

## 解説
芝神明宮境内で開催中だった相撲の春場所を、め組の鳶職・辰五郎と長次郎、その知人の富士松が無銭見物しようとしたのが発端。芝神明宮界隈はめ組の管轄であり、辰五郎らは木戸御免を認められていたが、富士松はそうではなかったため、木戸で口論となった。そこへ力士の九竜山が通りかかって、木戸番に味方したので、辰五郎らは一旦引き下がった。
相撲場を去った辰五郎たちは芝居見物に向かったが、同じその芝居小屋へ何も知らずに九竜山がやって来て、先刻の恨みが再燃。他の見物客らもあおってその巨体を野次り満座の中で恥をかかせる。九竜山はこらえきれずに辰五郎を投げ、芝居を台無しにしてしまう。
火消しの頭や相撲の年寄も仲裁に入って一旦は収まりかけたが、同部屋の力士四ツ車が九竜山をあおって復讐をたき付け、部屋から力士仲間を応援に呼び集めた。これに対して火消し衆も火事場支度で応戦、さらには火の見櫓の早鐘まで鳴らして仲間に動員をかける。
火消し衆は江戸町奉行、相撲側は寺社奉行と、それぞれを管轄する役所へ訴え出て事態の収拾をはかったが、もはやいかなる仲裁も用をなさないまでに騒動は拡大していた。与力、同心が出動して乱闘に割って入り、火消しと力士合計36人が捕縛された。
江戸時代のこの時期の同様の騒動には、鳶職人700人が7時間に渡ってせめぎ合ったものなどもあり、けが人は出たが直接の死者はなく（当事者のひとり富士松が乱闘中にうけた刀傷が原因となって取調べ中に牢死している）「め組の喧嘩」は規模としては小さい。庶民の注目を集めたのは、事後処理が相撲興行を取り仕切る寺社奉行と、町方の事件を裁く町奉行、後には農民の訴訟を取り扱う勘定奉行も乗り出して、評定所の基本的な構成員である三奉行の協議によって進められるという、当時とても珍しい形をとったためだった。
裁きは9月になって下ったが、全体に相撲側に甘く、火消し側に厳しいものとなった。そもそもの発端が火消し側にあったことと、また、特に非常時以外での使用を禁じられていた火の見櫓の早鐘を私闘のために使用、事態を拡大させた責任が重く見られたためである。早鐘に使用された半鐘は遠島扱いになり、辰五郎は百叩きの上江戸追放、長次郎と早鐘を鳴らした長松が江戸追放。その他の鳶は説諭と罰金と比較的軽く済んだ。力士側では九竜山のみ江戸払いを命ぜられ、他にお咎めはなし。騒動の後2ヶ月に渡って中断していた春場所は4月になってようやく千秋楽を打ち上げた。遠島になった半鐘は、明治時代になってから芝大神宮に戻されている。
時の三奉行は次の通り。
- 寺社奉行： 脇坂安董、堀田正穀、松平輝延、水野忠成、大久保忠真
- 町奉行：（北町） 小田切直年、（南町）根岸鎮衛
- 勘定奉行： 柳生久通、中川忠英、石川忠房、小笠原長幸、松平信行

## 注意
- 数多くのフィクションの題材とされている火消または鳶頭の新門辰五郎（「を組」）と、この事件のめ組の辰五郎は別人である。新門辰五郎の正確な生年は諸説あるが、この事件当時は未だ幼少である。
- め組の喧嘩は、力士・年寄の音羽山、佐渡ヶ嶽が居残りをしており、活躍の証言が手紙に残されている。『関取音羽山物語ー史上最強の雷電を破った男』高久達英　歴史春秋社(2001)に語られ、信ぴょう性が高い。